# Douzième circonscription de Hokkaidō
La douzième circonscription de Hokkaidō (北海道第12区, Hokkaidō dai-jūni-ku) est l'une des douze circonscriptions législatives que compte la préfecture de Hokkaidō au Japon.

## Description géographique
Entre 1994 et 2002, la douzième circonscription de Hokkaidō correspond à la seule sous-préfecture d'Okhotsk, dont les villes de Kitami, Abashiri et Monbetsu. Depuis 2002, elle comprend également la ville de Wakkanai et le reste de la sous-préfecture de Sōya à l'exception, entre 2013 et 2017, du bourg de Horonobe,,,.

## Députés
| Législature | Début de mandat | Fin de mandat | Député élu          | Parti politique | Parti politique |
| ----------- | --------------- | ------------- | ------------------- | --------------- | --------------- |
| 41e         | 1996            | 2000          | Tsutomu Takebe (ja) |                 | PLD             |
| 42e         | 2000            | 2003          | Tsutomu Takebe (ja) |                 | PLD             |
| 43e         | 2003            | 2005          | Tsutomu Takebe (ja) |                 | PLD             |
| 44e         | 2005            | 2009          | Tsutomu Takebe (ja) |                 | PLD             |
| 45e         | 2009            | 2012          | Kenkō Matsuki (ja)  |                 | PDJ             |
| 46e         | 2012            | 2014          | Arata Takebe (ja)   |                 | PLD             |
| 47e         | 2014            | 2017          | Arata Takebe (ja)   |                 | PLD             |
| 48e         | 2017            | 2021          | Arata Takebe (ja)   |                 | PLD             |
| 49e         | 2021            | 2024          | Arata Takebe (ja)   |                 | PLD             |
| 50e         | 2024            | -             | Arata Takebe (ja)   |                 | PLD             |